# フリンジマン
『フリンジマン』（FRINGE-MAN）は、青木U平による日本の漫画作品。『週刊ヤングマガジン』（講談社）にて、2013年第24号から2014年22・23合併号まで連載された。愛人作りのベテランである主人公が、「とにかく愛人が欲しい」と願う冴えない男たちに、自身の愛人作りのノウハウをレクチャーしていくコメディ漫画である。2017年に、板尾創路主演でテレビドラマ化された。

## 制作の背景
青木U平が新人の頃、出版社の担当者から「『ハングオーバー!』って映画知ってるか?」「あのダメな3人で不倫をテーマにするっていうのどう?」と持ち掛けられ、青木もその映画が好きだったことから興味を持ち、制作に至った。青木はこの「ダメな3人」というフォーマットを『フリンジマン』連載終了後も捨てきれず、別の出版社で連載した『服なんて、どうでもいいと思ってた。』で採用している。『フリンジマン』という題名は「アメコミヒーローっぽい名前」「映画っぽい名前」としてつけられた。因みに、単行本第1巻の表紙は、『アイアンマン』のポーズをモチーフにしている。漫画内に登場する愛人作りのノウハウは、青木の想像か彼が好きな映画（『スピード』、『サブウェイ123 激突』など）を参考に描かれている。

## 登場人物
井伏 真澄（いぶせ ますみ）
本作の主人公。愛人作りのベテランで、通称「愛人教授（ラ・マンプロフェッサー）」。
田斉（たさい）
小心者のサラリーマン。人から悪く思われることを死ぬほど嫌っている。
満島（みつしま）
生粋の野球バカ。空気を読むことが出来ない。だが、性格は明るく元気。
安吾（あんご）
田斉、満島とは旧友同士の関係。独身であるにも関わらず、愛人同盟に参加する。大の映画ファン。

## 書誌情報
- 青木U平 『フリンジマン』 講談社〈ヤングマガジンKC〉、全4巻
  1. 2013年12月6日発売[1]、ISBN 978-4-06-382393-6
  2. 2014年2月6日発売[5]、ISBN 978-4-06-382418-6
  3. 2014年5月2日発売[6]、ISBN 978-4-06-382472-8
  4. 2014年7月4日発売[2]、ISBN 978-4-06-382489-6

## テレビドラマ
『フリンジマン〜愛人の作り方教えます〜』（フリンジマン あいじんのつくりかたおしえます）の題名で、テレビ東京「土曜ドラマ24」枠で2017年10月8日（10月7日深夜）から12月24日 (12月23日深夜)まで放送された。また、Amazonプライム・ビデオにて10月1日から独占先行配信されている。
主演は、これがテレビ東京のドラマでは初主演となる板尾創路。主人公からレクチャーを受ける「愛人同盟」のメンバーを大東駿介、淵上泰史、森田甘路が演じる。「愛人同盟」の愛人候補となる女性役は、筧美和子、佐津川愛美、岸明日香、小倉優香、板野友美がそれぞれ演じる。ドラマのキーパーソンとなる役を東幹久、愛人同盟が集まる雀荘の店主役は村松利史、雀荘に入り浸る謎の女性役をMEGUMIが演じる。
主題歌には、女性アイドルグループ・PassCodeの楽曲「bite the bullet」が起用された。彼女たちの楽曲がドラマ主題歌に起用されるのは、これが初である。

### キャスト

#### 主要人物
- 井伏真澄 - 板尾創路
- 田斉治 - 大東駿介
- 満島由紀夫 - 淵上泰史
- 坂田安吾 - 森田甘路
- 江戸川雷人（バズ・コック） - 東幹久
- 北原謙三 - 村松利史

#### 準レギュラー
- 田斉美知子 - 渡辺舞
- 林田真理 - 上地春奈
- 西村加奈 - 川﨑珠莉
- 満子 - 里内伽奈
- 菜々 - 川崎美海
- 絵梨 - 永井すみれ

#### ゲスト
- 山口詠美 - 筧美和子
- タツヤ - 一ノ瀬ワタル
- 如月アユ（過去の山口詠美） - 尾崎礼香
- 川上ミエ - 佐津川愛美
- 江口カオリ - 岸明日香
- 綿貫リサ - 小倉優香
- 桐野夏美 - MEGUMI
- 阿川久利栖 - 板野友美
- 湊谷かなえ - 濱野りれ
- 田辺恵子 - 華子
- 樋口一子(料理教室 先生) - 岩橋道子
- 恭子 - 笹森瑠美
- - ラリソン彩華
- 宮部ゆき - 壇蜜[11]
- 矢村美紗 - 安達祐実[11]
- 森尾凱 - 村上淳

### スタッフ
- 原作 - 青木U平『フリンジマン』（講談社 ヤンマガKC刊）
- 脚本 - 根本ノンジ、守口悠介
- 監督 - 久万真路、二宮崇、中里洋一
- 音楽 - 松岡政長
- 主題歌 - PassCode「bite the bullet」（USMジャパン）
- 技術協力 - ナックイメージテクノロジー、IMAGICA
- 美術協力 - フジアール
- 音響効果 - シネマサウンドワークス
- チーフプロデューサー - 浅野太
- プロデューサー - 松本拓、倉地雄大、伊藤太一（AOI Pro.）
- 制作協力 - AOI Pro.
- 製作著作 - テレビ東京

### 放送日程
| 各話   | 配信日   | 放送日   | サブタイトル                   | 脚本       | 演出     | 監督     |
| ------ | -------- | -------- | ------------------------------ | ---------- | -------- | -------- |
| 第1話  | 10月01日 | 10月08日 | 貴方の不倫の仕方、間違ってます | 根本ノンジ | 久万真路 | 久万真路 |
| 第2話  | 10月07日 | 10月15日 | 愛人による不倫指南?            | 根本ノンジ | 久万真路 | 久万真路 |
| 第3話  | 10月14日 | 10月22日 | 不倫が妻にバレたら…            | 根本ノンジ | 久万真路 | 久万真路 |
| 第4話  | 10月21日 | 10月29日 | 愛人と行く衝撃のラブホテル     | 根本ノンジ | 久万真路 | 久万真路 |
| 第5話  | 10月28日 | 11月05日 |                                | 守口悠介   | 二宮崇   | 二宮崇   |
| 第6話  | 11月04日 | 11月12日 | ラブホテルへの誘い方           | 守口悠介   | 二宮崇   | 二宮崇   |
| 第7話  | 11月11日 | 11月18日 | サプライズおっぱい?            | 守口悠介   | 二宮崇   | 二宮崇   |
| 第8話  | 11月18日 | 11月25日 | 彼氏持ち愛人候補の略奪法       | 根本ノンジ | 二宮崇   | 二宮崇   |
| 第9話  | 11月25日 | 12月03日 | 彼氏持ち愛人候補の攻略法       | 根本ノンジ | 二宮崇   | 二宮崇   |
| 第10話 | 12月02日 | 12月10日 |                                | 根本ノンジ | 中里洋一 | 中里洋一 |
| 第11話 | 12月09日 | 12月17日 |                                | 根本ノンジ | 久万真路 | 久万真路 |
| 最終話 | 12月16日 | 12月24日 |                                | 根本ノンジ | 久万真路 | 久万真路 |

### 放送局
| 放送期間                 | 放送時間                     | 放送局           | 対象地域       | 備考           |
| ------------------------ | ---------------------------- | ---------------- | -------------- | -------------- |
| 2017年10月7日 - 12月24日 | 日曜 0:20 - 0:50（土曜深夜） | テレビ東京       | 関東広域圏     | 制作局         |
| 2017年10月7日 - 12月24日 | 日曜 0:20 - 0:50（土曜深夜） | テレビ大阪       | 大阪府         |                |
| 2017年10月7日 - 12月24日 | 日曜 0:20 - 0:50（土曜深夜） | テレビ愛知       | 愛知県         |                |
| 2017年10月7日 - 12月24日 | 日曜 0:20 - 0:50（土曜深夜） | テレビせとうち   | 岡山県・香川県 |                |
| 2017年10月7日 - 12月24日 | 日曜 0:20 - 0:50（土曜深夜） | テレビ北海道     | 北海道         |                |
| 2017年10月7日 - 12月24日 | 日曜 0:20 - 0:50（土曜深夜） | TVQ九州放送      | 福岡県         |                |
| 2017年10月21日 -         | 日曜 2:55 - 3:25（土曜深夜） | びわ湖放送       | 滋賀県         | 独立局         |
| 2017年10月22日 -         | 月曜 1:00 - 1:30（日曜深夜） | テレビ和歌山     | 和歌山県       | 独立局         |
| 2017年10月22日 -         | 月曜 1:30 - 2:00（日曜深夜） | 奈良テレビ放送   | 奈良県         | 独立局         |
| 2017年10月27日 -         | 土曜 2:10 - 2:40（金曜深夜） | 鹿児島テレビ放送 | 鹿児島県       | フジテレビ系列 |
| 2017年11月14日 -         | 水曜 1:25 - 1:55（火曜深夜） | 福島テレビ       | 福島県         | フジテレビ系列 |